# Света Матилда
Матилда Вестфалска (Рингелхеймска) или Света Матилда (на немски: Mathilde die Heilige; ок. 895 – 14 март 968, Кведлинбург) е германска кралица, от 909 като съпруга (втора) на крал Хайнрих I Птицелов. Майка е на Отон Велики.
Почитана от католическата църква като светица. Паметта ѝ се почита на 14 март.